# Bartolomeo Pepe
Pour les articles homonymes, voir Pepe.
Bartolomeo Pepe, né le 3 novembre 1962 à Naples, où il est mort le 23 décembre 2021, est un homme politique italien.

## Biographie
Membre du Mouvement 5 étoiles jusqu'en 2014 puis de la Fédération des Verts, il siège au Sénat de la République de 2013 à 2018 pour la Campanie.
Militant anti-vaccins, Bartolomeo Pepe s'oppose fermement à la vaccination obligatoire des écoliers en Italie et soutient l'idée d'un lien entre les vaccins et l'autisme. Il diffuse un certain nombre de théories du complot, notamment celles concernant les chemtrails. Après le déclenchement de la pandémie de Covid-19, il qualifie la couverture médiatique et les mesures de confinement d'« hystérie ridicule » et s'oppose à la campagne de vaccination qui suit. Il est mort à Naples des suites du COVID-19 le 23 décembre 2021, à l'âge de 59 ans.